# Australobolbus loweri
Australobolbus loweri är en skalbaggsart som beskrevs av Blackburn 1904. Australobolbus loweri ingår i släktet Australobolbus och familjen Bolboceratidae. Utöver nominatformen finns också underarten A. l. laratinus.